# Kazue Ito (actrice)
 (août 2015).
Ne doit pas être confondu avec Kazue Ito.
Kazue Ito (伊藤 かずえ（伊藤 和枝）, Itō Kazue), née le 7 décembre 1966, est une actrice japonaise de Seya-ku, Yokohama, préfecture de Kanagawa. 

## Filmographie

### Cinéma
- Juken Sentai Gekiranger: Nei-Nei! Hou-Hou! Hong Kong Decisive Battle : Miki (2007)
- Juken Sentai Gekiranger VS Boukenger : Miki (2007)
- Engine Sentai Go-onger vs. Gekiranger : Miki (2008)
- Bikuu The Movie : Azusa (2015)
- Perfect World : Sakiko Kawana (2018)

### Télévision
- Ponytail wa Furimukanai (1985)
- Juken Sentai Gekiranger : Miki (2007)
- Samurai Sentai Shinkenger : ancien Shinkenpink/mère de Mako Shiraishi (2009, invité)
- Mashin Sentai Kiramager : Miki (2020)

## Doublage
- Rurouni Kenshin : Shura